# Bouconville
Bouconville je francouzská obec v departementu Ardensko v regionu Grand Est. V roce 2012 zde žilo 56 obyvatel.

## Poloha obce
Obec leží u hranic departementu Ardensko s departementem Marne. Sousední obce jsou: Autry, Cernay-en-Dormois (Marne), Fontaine-en-Dormois (Marne), Montcheutin a Séchault.

## Vývoj počtu obyvatel
Počet obyvatel